# 醫療機構的附隨義務
醫療機構的附隨義務是指醫事人員或醫療機構除了負有為病人提供醫療服務之主要義務外，亦負有說明、保密、以及轉診等附隨義務。其中尤以說明義務最為受到熱烈討論。

## 說明義務
基本上說明義務應該包括診斷病名、病況、預後及不接受治療後果、建議治療方案及其他可能之替代方案及其利弊、治療風險、常發生之併發症及副作用以及雖不常發生，但可能發生嚴重後果之風險、治療之成功率(死亡率)、醫院的設備、能力、及醫師的專業能力限制或範圍（即在一般情形下，如曾說明，病人即有拒絕醫療之可能即有說明之義務）。除此之外，醫師應該說明若有其他更新或成功率更高的醫療技術，為何未使用或者是哪些醫院或醫師曾經使用過，讓病人選擇。說明義務亦是醫事人員專業良心之判斷與良心之建議，讓病人及其家屬做最後的決定，並對一定的處理措施表示同意。

### 臺灣相關法律見解
在說明義務上，法界比較重視外部能夠驗證之說明義務的實踐，也就是所謂實質說明義務。而醫界則比較重視實際醫療措施之品質。然而醫學知識廣泛，各種治療方法，預後情形非專業人員的家屬短時間內所能知悉，如果說明之義務號無限制，將使正常醫療行為無法有效進行。蓋依最高法院94年台上字第2676號判決以「一般情形下，如曾說明，病人即有拒絕醫療的可能」來界定說明義務之範圍，以醫界眼光看來，似嫌模糊。
至於病患接受手術，常利用已經印好的定型化手術及麻醉同意書，除了手術及麻醉本身風險較高，需要以書面方式證明已經履行說明義務外，也可將之當成一個契約，包含於與醫院締結的契約之下。手術同意書與麻醉同意書填寫之準則以與病患本人解釋為原則，在病患明示或不反對的情形下，也可與配偶或親屬說明，對於醫療資訊之告知程度與方式，應尊重病人之意願，避免對其情緒及心理造成負面影響。
另外實際運作上可以構成不履行說明義務大約有三種：1.情況緊急。2.病人明示不欲知情。3.當醫師認有告知病人一部或全部資訊將有害病人整體利益時，可以選擇不告知。在緊急情況時，因為具有急迫性，如果花費太多時間解釋病情或是讓病患及其家屬限於猶豫，恐有延誤病情之虞。若病患拒絕聽取疾病實情、手術或麻醉可能的風險，醫師或醫事人員應該向配偶或家屬解釋病情，或是請病人填寫放棄說明的聲明。至於第三點，則基於醫事人員的專業，若告知義務可能對病患造成傷害時，可以選擇不告知。例如嚴重心臟病患者接受手術，或許會因告知病情造成心肌梗塞，此時可以選擇不告知。
至於舉證責任方面，病患如果基於醫師未盡說明義務而提出訴訟請求賠償，應由醫師負舉證責任，因為病患之同意，系醫師免責之是由，醫師向病患妥善說明，屬於對醫師有利的事實，因此有無善盡說明義務，應由醫師舉證。

## 保密義務
保密義務是指對「醫療隱私權」的執行義務，「醫療隱私權」屬基本人權的一種，對病人隱私的保障，可謂對「人」表示尊重的具體表現。基於人性尊嚴的考量，應保障病人隱私。多數病人就醫行為是基於個人對身體的自主控制，進而提供自身的醫療資料。保障病人隱私的另一層意義，是對個人行使自主權的尊重。現代醫學強調以人為中心而非以疾病為中心，即所謂全人治療、人性化醫療。醫師不但要有精良的醫術，也要尊重病人隱私，才能建立良好的醫病關係。
至於病人隱私，泛指病人自初診掛號、就醫流程、診療程序等與醫事人員互動所產生的所有健康相關資訊，包含個人基本資料、病情主訴內容、書面文字、影像資訊等。有所謂主觀之隱私跟客觀之隱私，主觀之隱私，為本人不欲為人知之事項，客觀之隱私，指一般人立於本人之立場推定其不欲人知之事項。原則上對於病人隱私權的保障應該以主觀之標準為主，但在病人未為明示或默示之表示時，應輔以客觀之秘密為輔。

### 臺灣相關法律見解
保密義務基於對病人隱私權之保障，醫師法第二十一條：「法醫師除依前條規定外，對於因業務知悉或持有他人之秘密，不得無故洩漏」。醫療法第72條：「醫療機構及其人員因業務而知悉或持有病人病情或健康資訊，不得無故洩漏。」刑法對於醫師無故洩漏因業務知悉或持有他人秘密者，處一年以下有期徒刑、拘役或五百元以下罰金。此皆為對病患隱私權的保護規定。
另外醫師為保護公眾或第三者利益，可否洩漏病人隱私呢？傳染病如肺結核、天花、性病、SARS等發生時，政府應強力介入控管以防止疾病擴散，因而保障隱私的同時尚須兼顧公眾利益，所以隱私權是一個受限制的權利。如何平衡政府的公共衛生利益、第三人利益及個人隱私利益的衝突問題，便是維護病人隱私的最大挑戰。原則上視其利益何者較為重大而定，必須個別認定。
醫療法規定醫院、診所因限於設備及專長，無法確定病人之病因或提供完整治療時，應建議病人轉診；但為及之病人應先做適當之急救處置始得轉診。在法律上醫事人員停止醫療行為而將病人轉診時，可視為終止醫療契約之默示意思表示，醫療契約隨之消滅。德國學說上「後契約義務」，違反此等義務，得成立「契約終了後之過失」，應依債務不履行之規定，負損害賠償責任。

## 資料來源
1. 最高法院94年台上字第2676號判決：「醫師執行醫療行為時，應詳細對病人本人或其親屬盡相當之說明義務，並經病人或其家屬同意後為之」。「說明義務以實質上說明為必要，若僅令病人或其家屬於同意書上簽名，尚難認定已盡說明之義務。」
2. 吳建樑：醫師與病患「醫療關係」之法律分析，東吳法研所碩士論文，P43-44，民國八十三年七月。
3. 衛生署醫療機構施行手術及麻醉告知暨取得病人同意指導原則。
4. 中華民國刑法及醫師法。